# 小口十四子
小口 十四子（おぐち とよこ、1980年 - ）は、日本の漫画家。東京都保谷市(現:西東京市)生まれ。

## 経歴
1990年頃より漫画を描き始める。その後、約16〜17年あまりの休筆期間を経た後、執筆活動を再開。
2011年「中学生Debut」で青林工藝舎主催の第13回「アックスマンガ新人賞」佳作デビュー。
高円寺のタウンマガジンSHOW-OFFにて「ウロウロもろもろ高円寺」も連載中。

## 単行本
- 『演劇少女☆カヨコ(上)』（青林工藝舎 2015年2月）ISBN 978-4883794218
- 『演劇少女☆カヨコ(下)』（青林工藝舎 2020年1月）

## 雑誌特集
- 「アックス」VOL.108 単行本演劇少女☆カヨコ発売直前特集 小口十四子 （青林工藝舎 2015年12月）ISBN 978-4883794195

## 参照
1. ↑  本人HPプロフィール
2. ↑  「アックス」Vol.80 第13回アックスマンガ新人賞…選考結果発表（青林工藝舎 2011年4月）